# Communauté de communes du Pays Mareuillais
Die Communauté des communes du Pays Mareuillais ist ein ehemaliger französischer Gemeindeverband mit der Rechtsform einer Communauté de communes im Département Vendée in der Region Pays de la Loire. Sie wurde am 23. Dezember 1996 gegründet und umfasste elf Gemeinden. Der Verwaltungssitz befand sich im Ort Mareuil-sur-Lay-Dissais.

## Historische Entwicklung
Mit Wirkung vom 1. Januar 2017 fusionierte der Gemeindeverband mit
- Communauté de communes du Pays de Sainte-Hermine,
- Communauté de communes des Isles du Marais Poitevin sowie
- Communauté de communes du Pays Né de la Mer

und bildete so die Nachfolgeorganisation Communauté de communes Sud Vendée Littoral.

## Ehemalige Mitgliedsgemeinden
1. Bessay
2. La Bretonnière-la-Claye
3. Château-Guibert
4. Corpe
5. La Couture
6. Mareuil-sur-Lay-Dissais
7. Moutiers-sur-le-Lay
8. Péault
9. Les Pineaux
10. Rosnay
11. Sainte-Pexine

## Aufgaben
Zu den Hauptaufgaben zählten die Voranbringung der wirtschaftlichen Entwicklung der Region und der Umweltschutz. Daneben beschäftigte sich der Gemeindeverband beispielsweise mit der Abfallbeseitigung, der Organisation der Schulbusse und der Wartung der Hydranten.